# Charles Coote (1er comte de Mountrath)
Charles Coote, 1er comte de Mountrath (vers 1610 - 17 décembre 1661) est un pair anglo-irlandais, le fils de Charles Coote, 1er baronnet, et de Dorothea Cuffe, le premier étant un vétéran anglais de la bataille de Kinsale (1601) qui s'est ensuite installé en Irlande.

## Rébellion irlandaise et guerre civile
Le jeune Coote devient député du comté de Leitrim à la Chambre des communes irlandaise entre 1634 et 1635 et de nouveau en 1640, un an avant le déclenchement de la rébellion irlandaise de 1641. L'aîné Charles Coote est actif dans la répression des insurgés irlandais en 1642, lançant des attaques sur Clontarf et le comté de Wicklow à la fin de 1641 au cours desquelles de nombreux civils meurent. Il est tué au combat en défendant Trim en mai 1642.
Après la mort de son père, Charles Coote dirige certaines des forces du roi sous les ordres d'Ormonde contre l'armée confédérée, mais est capturé en défendant un bastion dans le Curragh de Kildare par une armée irlandaise dirigée par Castlehaven. Il est libéré lors de la cessation des hostilités en 1643.
À cette époque, Coote se rend en Angleterre avec un certain nombre de protestants pour faire campagne pour des mesures anti-catholiques sévères et la fin de la cessation. À Dublin, l'archevêque James Ussher condamne l'extrémisme de Coote et de ses compagnons, mais Coote reste inflexible. Le roi, cependant, ignore ces demandes et Coote rejoint donc les parlementaires. Coote est nommé commandant du Connacht par les parlementaires en 1645. Opérant depuis l'ouest de l'Ulster, il envahit temporairement le nord-ouest de la province au cours des deux années suivantes.

## La conquête cromwellienne
L'exécution de Charles Ier en 1649 conduit les forces locales protestantes et écossaises d'Ulster à rejoindre la coalition royaliste du duc d'Ormonde, isolant ainsi Coote. Il défend Derry contre un siège prolongé (mars-août 1649), avec l'aide improbable de l'armée confédérée irlandaise d'Ulster sous la direction d'Owen Roe O'Neill.
Après que la nouvelle armée sous Cromwell ait capturé Drogheda, une force de plusieurs milliers de parlementaires sous Robert Venables se dirige vers le nord en Ulster, où Coote rejoint Venables pour détruire les royalistes écossais d'Ulster à la bataille de Lisnagarvey. Au début de 1650, cependant, l'armée irlandaise d'Ulster (maintenant sous Heber MacMahon, car O'Neill est mort quelques mois plus tôt) redevient active et Coote est de nouveau contraint à la défensive. Après avoir été renforcé, il avance sur l'armée irlandaise à Scarrifholis et les met en déroute, tuant plus de 2 000 soldats et ne faisant aucun prisonnier. Après cela, l'armée de Coote tente de prendre la formidable forteresse de Charlemont, qui est défendue par les restes de l'armée d'Ulster, mais ses soldats subissent de lourdes pertes avant que la forteresse ne se rende.
L'Ulster étant largement dégagé, en juin 1651, Coote s'avance sur Athlone depuis le nord-ouest, évitant une force de blocage. Par ce mouvement la ville est gagnée. elle abrite un pont de pierre sur le Shannon et cette action ouvre ainsi le Connacht à l'armée parlementaire pour la première fois.
Après être entré dans le Connacht, Coote assiège le château de Galey, siège du clan Ó Ceallaigh. Les Ó Ceallaighs résistent et sont emmenés à An Creagán (une colline pierreuse et étagée locale) et pendus. La colline devient par la suite connue sous le nom de « Cnoc an Chrochaire », « la colline de la pendaison », et donne son nom au village adjacent, maintenant anglicisé sous le nom de « Knockcroghery »,.
Coote continue vers l'ouest et assiège Galway à l'hiver 1651. Galway se rend en avril 1652.
Coote hérite des importantes terres de plantation de son père dans les Midlands de l'Irlande.

## Restauration
Après la mort de Cromwell, Coote participe en décembre 1659 à un coup d'État contre le Protectorat, s'emparant du château de Dublin. En février 1660, il envoie un représentant auprès du roi Charles II, l'invitant à attaquer l'Irlande. Coote est une figure centrale du Parlement de la Convention. À la suite de la Restauration, Charles II l'anoblit comme comte de Mountrath en 1660 en récompense de son soutien.
Dans les mois restants de sa vie, il est l'un des trois hommes les plus puissants d'Irlande, car le roi le nomme Lord Justice of Ireland, avec Roger Boyle, 1er comte d'Orrery et Sir Maurice Eustace. En attendant la nomination du duc d'Ormonde au poste de Lord-lieutenant d'Irlande, les Lords Justices assurent le gouvernement intérimaire. Cependant, de profondes divisions entre les trois hommes, en particulier sur la question de savoir si les catholiques romains dépossédés doivent être autorisés à récupérer leurs terres, affaiblissent sérieusement l'efficacité du régime.
Il construit Rush Hall près de Mountrath, qui est la résidence principale de la famille pendant plusieurs générations.
Coote est mort de la variole en 1661 et est enterré dans la cathédrale Christ Church de Dublin.

## Famille
Il épouse Mary Rushe, fille de Sir Francis Rushe et se remarie à Jane Hannay, fille de Sir Robert Hannay. Il a des descendants des deux épouses, dont Charles qui lui succède comme 2e comte. Sa veuve, Jane, se remarie rapidement avec Sir Robert Reading, 1er baronnet, et a d'autres enfants.

## Sources
- (en) George Edward Cokayne, The complete peerage of England, Scotland, Ireland, Great Britain and the United Kingdom, extant, extinct, or dormant, vol. 5, George Bell and Sons, 1893 (lire en ligne) – L to M (for Mountrath).
- (en) C. P. Meehan, Confederation of Kilkenny, J. Duffy, 1882 (lire en ligne).
- (en) James Scott-Wheeler, Cromwell in Ireland, Dublin, Gill & Macmillan, 1999 (ISBN 0-7171-2884-9).